# MnoGoSearch
mnoGoSearch est un moteur de recherche open source écrit en C.  Il est distribué sous la licence publique générale GNU et conçu pour effectuer des recherches dans un site web, un groupe de sites web, intranet ou sur un système en local.
mnoGoSearch peut indexer nativement des données text/plain, text/html et text/xml, et beaucoup d'autres types de données en utilisant des parsers externes.
Ce moteur est opérationnel pour indexer des sites web multilingues : un large choix de jeux de caractères et de langues sont supportés et peuvent être détectés automatiquement, il utilise une technologie de négociation de contenu pour récupérer les versions de la même page dans différentes langues, il peut effectuer une recherche insensible à la casse (avec  ou sans accent) accent  et faire de la segmentation de phrases en chinois, japonais et thaï. Il est possible d'utiliser des synonymes et la lemmatisation (racine des mots) basée sur ispell pour étendre les résultats de la recherche.
Les résultats peuvent être triés par pertinence, dernière date de modification et par titre.